# Gaëlle Bien-Aimé
Pour les articles homonymes, voir Bien-Aimé.
Gaëlle Bien-Aimé, née le 22 décembre 1987 à Port-au-Prince en Haïti, est humoriste, comédienne, actrice et professeure corps et voix à l'école ACTE,.

## Biographie
Gaëlle Bien-Aimé est journaliste, comédienne et humoriste. Elle est également activiste, chroniqueuse et membre de l’organisation féministe Nègès Mawon. En 2006, après ses études classiques, elle a intégré Le Petit Conservatoire, école de théâtre et des arts de la parole, où elle a bouclé trois ans d’étude des arts de la scène. En 2010, elle a entamé des stages en ethnodrame, « Théâtre et Rituel » à l’Esact, École supérieure d’acteur de cinéma et de théâtre à Liège. En novembre 2015, elle a pris part à une formation intensive en humour à l’École nationale de l’humour à Montréal. Gaëlle Bien-Aimé, comme comédienne, elle a joué, entre autres sous la direction de Jean René Lemoine (Le Jeu de l’amour et du hasard, de Marivaux), de Guy Régis Jr (Migrant), Un arc-en-ciel pour l’occident chrétien de René Depestre mis en scène par Pietro Varasso. En 2018, elle a co-fondé une école d’art dramatique où elle enseigne corps et voix, et le cours d'écriture humoristique à l'école ( ACTE). En 2019, Gaëlle a réadapté au théâtre un spectacle avec les textes de musiques de Manno Charlmagne (Limyè), une figure emblématique de la musique haïtienne, pour qui elle ne cache pas son admiration. Très présente sur les réseaux sociaux, elle exploite ses talents et ses compétences d’humoriste, en proposant des contenus instructifs, qui touchent des milliers de suiveurs et de suiveuses sur Facebook, Twitter, Instagram, Tik-Tok et Youtube, qui constituent pour elle la plus large tribune de son artivisme. Une façon de mettre son théâtre au service de son engagement. Dans l'émission Anriyan, Kèskonfe, Gaëlle Bien-Aimé tourne en dérision l’actualité politique pour mieux la questionner ; elle sensibilise et informe sur les droits des femmes et des filles ; elle déniche dans nos petits gestes quotidiens, dans nos discours familiers, les manifestations les plus subtiles du machisme ordinaire qu’elle combat avec une grande détermination. Gaëlle Bien-Aimé a déjà écrit six pièces de théâtre, deux monologues, deux spectacles de stand-up et deux créations visuelles. Lauréate de la résidence d’écriture francophone Afriques-Haïti 2022 (ALCA et Institut des Afriques), elle a bénéficié d'une résidence de trois mois en Région Nouvelle-Aquitaine à La Maison des écritures (La Rochelle), à La Maison des auteurs et autrices des Francophonies - Des écritures à la scène (Limoges) et à La Prévôté (Bordeaux). Durant cette résidence, Gaëlle Bien-Aimé s’est penchée sur l’écriture de sa nouvelle pièce de théâtre intitulée Port-au-Prince et sa douce nuit. Sa période de résidence à La Maison des auteurs et autrices a été close par une lecture de sa pièce à Saint-Junien le 24 mars 2022 en partenariat avec Champ Libre.
Parmi les œuvres littéraires de Gaëlle Bien-Aimé, on retrouve Que ton règne vienne, Tranzit et bien entendu Port-au-Prince et sa douce nuit, qui lui a valu le prix RFI Théâtre 2022, prix qu'elle a reçu le dimanche 25 septembre, au Festival des Francophonies à Limoges.

## Théâtre
- Talon aiguille Talon d’Achille (2015)[14].

- Spectacle de stand up, Je Suis Gaëlle (2017)[15].

- Un dous un show (2017)[16].

- Que ton règne vienne (2019)[17].

- Illégale (2022).

- Le Genre et le nombre, spectacle d’humour sur l’éducation sexuelle, (2011)[18].

- Tranzit (2020).

- Aimer en Stéréo (2021).

- Création visuelle, Poème épars (2021).

- Port-au-Prince et sa douce nuit[17].

### Collaboration
- Parfum de femme, création de Linda Isabelle François (2017)[19].

- Mise en scène de Dekò, spectacle de Vanessa Jeudi (2019)[20].

- Mise en scène de Danta, pièce écrite et jouée par Joeanne Joseph (2022).

- Je crée et je vous dis pourquoi[17].

- Film Freda de Gessica Généus[21].

## Distinctions
- Prix RFI Théâtre 2022, avec la pièce Port-au-Prince et sa douce nuit.

- Lauréate de la résidence d’écriture francophone Afriques-Haïti 2022 [22].

## Créations
- Kenbe M, Création visuelle, 2021[9].
- Tranzit, Pièce écrite, jouée et publiée, 2020[9].
- Que ton règne vienne, Pièce écrite, 2020[9].
- Avilir les ténèbres, Pièce de Jean D’Amérique, mise en scène de Gaëlle Bien-Aimé, 2020[9].
- Limyè, adaptation théâtrale des morceaux de Manno Charlemagne, 2018[9].
- Stand-up #JeSuisGaëlle, Spectacle humoristique, 2017[9].
- Comédienne dans la pièce Un arc-en-ciel pour l’occident chrétien, Mise en scène par Pietro Varasso, 2016[9].
- Talon aiguille, talon d’Achille, écrite et mise en scène par Gaëlle Bien-Aimé, 2015[9].
- Le Genre et le nombre, Spectacle d’humour sur l’éducation sexuelle, 2011[9].
- Intense, 2014